# Nozomi Yamamoto
Nozomi Yamamoto (山本希望) est une seiyū née le 9 août 1988 à la préfecture d'Aomori.

## Biographie

### Enfance et formation
Elle est née le 9 août 1988 à la préfecture d'Aomori.

### vie de famille
En 2021, elle annonce être enceinte de son premier enfant.

## Prises de positions
Elle est impliquée dans la défense des animaux.

## Doublage

### Cinéma
- 2011 : Un-Go: Episode 0 : Rie Kaishou
- 2015 : Love Live ! The School Idol Movie : Fumiko
- 2015 : Girls und Panzer der Film : Satoko Nakajima
- 2021 : Hai-Furi : Ayumi Yamabe

### Télévision
- 2011 : Haganai : Yukimura Kusunoki
- 2011 : Un-Go : Rie Kaishou
- 2012 : Holy Knight : Akira Sakamoto
- 2012 : Tsuritama : Erika
- 2012 : Sword Art Online : Yolko
- 2012 : K : Sakura Asama
- 2012 : Girls und Panzer : Satoko Nakajima
- 2013 : Love Live ! School Idol Project : Fumiko
- 2013 : Haganai NEXT : Yukimura Kusunoki
- 2013 : Sunday without God : Mu
- 2014 : Girls und Panzer: Kore ga Hontô no Antsio-sen desu! : Satoko Nakajima
- 2014 : Yona of the Dawn : Ao / Su-won (jeune)
- 2015 : Absolute Duo : Julie Sigtuna
- 2015 : The Idolmaster: Cinderella Girls : Rika Jougasaki
- 2015 : Sky Wizards Academy : Misora Whitale
- 2016 : Schwarzes Marken : Irisdina Bernhard
- 2017 : Sakura Quest : Sakumi Enomoto
- 2017 : A Sister's All You Need : Chihiro Hashima
- 2018 : Laid-Back Camp : Shizuka Kagamihara
- 2018 : Senran Kagura Shinovi Master : Rasetsu
- 2019 : Why the Hell are You Here, Teacher ! ? : Chizuru Tachibana
- 2019 : Welcome to Demon School! Iruma-kun : Azuki / Smoke Astaroth / Raim / Yellow-Haired Boy / Rin Hoshino / Kirio Ami (jeune) / Violet Asmodeus
- 2021 : Bottom-tier Character Tomozaki : Nao

### OVA
- 2011 : Haganai OVA : Yukimura Kusunoki (épisode 0)
- 2012 : Girls und Panzer OVA : Satoko Nakajima
- 2015 : Yona of the Dawn OVA : Ao
- 2015 : Utawarerumono : The False Faces : Nosuri
- 2016 : Girls und Panzer der Film OVA : Satoko Nakajima
- 2019 : Why the Hell are You Here, Teacher ! ? : Chizuru Tachibana

### Jeux vidéos
- 2014 : Granblue Fantasy : Razia
- 2015 : Nitroplus Blasterz : Heroines Infinite Duel : Althea
- 2015 : Utawarerumono : Mask of Deception : Nosuri
- 2015 : Schwarzes Marken : Irisdina Bernhard
- 2016 : Ys VIII : Lacrimosa of Dana : Ricotta
- 2016 : Utawarerumono : Mask of Truth : Nosuri
- 2017 : Super Robot Wars 5 : Nine
- 2017 : Azur Lane : USS Hornet / USS Wichita / IJN Akatsuki
- 2017 : Shinobi Master Senran Kagura : New Link : Rasetsu
- 2018 : Secret of Mana : Primm
- 2018 : Girls und Panzer : Dream Tank Match : Satoko Nakajima
- 2018 : Utawarerumono : Prelude to the Fallen : Nosuri
- 2018 : Utawarerumono : Zan : Nosuri
- 2019 : Super Robot Wars T : Nine
- 2019 : Omega Labyrinth Life : Juri Minase
- 2020 : Arknights : Estelle
- 2021 : Uma Musume : Pretty Derby : Yukino Bijin
- 2021 : Lost Judgment : Kyoko Hayase
- 2021 : The Legend of Heroes : Kuro no Kiseki : Shahina / Viola

### Courts-métrages
- 2016 : Utawarerumono : The False Faces : Nosuri

Source : Behindthevoice.com